# 天地 (專輯)
《天地》是台灣男歌手黃文星的首張錄音室專輯，也是首張演唱專輯，於2010年7月9日推出。

## 曲目
1. 勾走阮心肝
2. 男人KTV（暖身主打）
3. 天地（第一主打）
4. 三心兩意(vs. 曾昱嘉) （第三主打）
5. 半個愛人
6. 絕世英雄（第二主打）
7. 想到你
8. 最愛聽你唱歌
9. 笑容
10. 木頭情歌(台語版)

## MV
1. 暖身主打《男人KTV》MV。
2. 第一波主打《天地》MV。
3. 第二波主打《絕世英雄》MV。
4. 第三波主打《三心兩意》MV。